# Hrasno (kanton środkowobośniacki)
Hrasno – wieś w Bośni i Hercegowinie, w Federacji Bośni i Hercegowiny, w kantonie środkowobośniackim, w gminie Busovača. W 2013 roku liczyła 348 mieszkańców, z czego większość stanowili Chorwaci.